# NK Husinski Rudar Zrinski Husino
NK Husinski Rudar Zrinski je bosanskohercegovački nogometni klub iz mjesta Husina kraj Tuzle. Sjedište je u Husinu bb. 
Dresovi su zelene i crne boje.
Sezone 1991./92. osvojili su općinski kup u utakmici protiv Tuzle.
Na kvalifikacijama za prvenstvo BiH po regijama 1994., natjecala su se dva kluba u regiji Tuzla, Zrinski iz Husina i Husinski rudar iz Husina. Kolo prije kraja Zrinski je bio 10., a Husinski rudar 11. na tablici. 1997. u trećoj županijskoj ligi TPŽ, Husinski rudar bio je 16. i ispao.[nedostaje izvor]
Triput uzastopce, sezona 2008./09., 2009./10. (protiv Pasci 78 iz Gornjih Pasaca), 2010./11. (kao član 1. NL TŽ - Skupine Jug, protiv trećeligaša Pasci 78 iz Gornjih Pasaca, u Lipnici na stadionu Joševica) osvojili su kup Općinskog nogometnog saveza Tuzle.
Travnja 2012. odlučio je odustati od daljnjeg natjecnja u 1. županijskoj ligi. 
14. studenoga 2014. klub je izbrisan iz natjecanja 2. županijske lige – Jug.
Zbog teške situacije bili su prisiljeni istupiti iz tadašnje 2. lige Županije Soli i praktički ugasiti kolektiv. Preostala mladež je nakon jedne godine stanke uzela stvar u svoje ruke i klub vratila na natjecateljske staze krenuvši od posljednje lige, točnije od 3. Lige Županije Soli - Istok. Voditelj te mlade momčadi s Husina je Danijel Tomić. Sezone 2016./17.  natjecao se u 3. županijskoj ligi Tuzlanske županije - istok. Klub je bio prepušten mladeži koja od svojih džeparaca izdvaja sredstva, onoliko koliko tko može te se uz par sponzora i džeparca uspijevalo pokriti jednu sezonu. Maksimalan budžet kluba bio je nešto malo više od jedne prosječne potrošačke košare. 2017. godine, uz regularnu sezonu, odigrali su prijateljsku utakmicu u Koprivnici protiv NK Rudara iz Glogovca. 2018. godine su uz regularnu sezonu, odigrali u Osijeku prijateljsku utakmicu protiv NK LIO, povodom 65. obljetnice kluba LIO.
2018. godine klub je samostalno krenuo u uređivanje svog stadiona. Ugodno iznenađenje stiglo je sa strane tuzlanske Slobode, čiji se predsjednik Senad Mujkanović, ničim izazvan pojavio na stadionu i ponudio osoblje i strojeve da već sutra krenu u dotjerivanje i uređenje stadiona.
Na svjetskom prvenstvu beskućnika igrač Husinskog rudara Zrinskog bio je član reprezentacije BiH koja je osvojila drugo mjesto.
Član Koordinacije hrvatskih i katoličkih udruga s područja Tuzlanske županije.

## Ostalo
Vidi NK Radnički Husino.

## Vanjske poveznice
- Transfermarkt NK Husinski Rudar-Zrinski
- Klupske informacije - NK Husinski rudar  Arhivirana inačica izvorne stranice od 12. veljače 2021. (Wayback Machine)
- Forum navijača Husinskog rudara
- Facebook
- Facebook Fotografija: Zrinski iz Tuzle u posjetu splitskom Hajduku 1995.